# Stupino
Stupino (rusky Ступино) je město v Moskevské oblasti v Ruské federaci. Při sčítání lidu v roce 2010 mělo šestašedesát tisíc obyvatel.

## Poloha a doprava
Stupino leží několik kilometrů severně od severního, levého břehu Oky (přítok Volhy). Od Moskvy, správního střediska oblasti i hlavního města celé federace, je vzdáleno přibližně 88 kilometrů jižně. Nejbližším jiným městem v okolí je Kašira ležící zhruba deset kilometrů jihovýchodně na druhé straně Oky.
Západně od Stupina prochází dálnice M4 přicházející z Moskvy přes Domodědovo a pokračující dále přes Jelec a Voroněž do Rostova na Donu a následně až do Novorossijsku v Krasnodarském kraji. Přímo přes město prochází železniční trať z moskevského Paveleckého nádraží do Lipecku.

## Sport
Ve městě působí klub ledního hokeje Kapitan Stupino.